# Мужские игры
Мужски́е и́гры — детективный роман Александры Марининой, вышедший в 1997 году.

## Сюжет
Эдуард Петрович Денисов даёт Насте Каменской информацию о новой правительственной программе, в которой, как он считает, не совсем всё чисто. Одновременно Настя пытается раскрыть несколько убийств, предположительно совершённых маньяком. В процессе расследования ей приходится подозревать близкого ей человека.
Сама писательница так характеризовала главного преступного персонажа: «наёмный убийца, профессионал с едва ли не 30-летним стажем. Ему 48 лет, он на „заказах“ с 20 лет. Профессионал. При этом он инженер на автозаводе, закончил технический вуз, всю жизнь работает в конструкторском бюро, хороший дисциплинированный специалист, никаких загулов, никаких больничных.»

## Отзывы и критика
«Заглавия романов Марининой „Игра на чужом поле“ и „Мужские игры“ уже содержат намёк на конфликт между полами», — считает Хартмуте Треппер, также отмечая, что рабочий метод Насти Каменской в романе «детально разработан и опирается на разные научные теории»
«Для образа Каменской характерны и постоянно происходящие метаморфозы её внешности: в зависимости от обстоятельств она меняет свой женский имидж, придавая ему черты то мягкой обаятельности („Мужские игры“), то полубандитской крутости („Не мешайте палачу“), то профессиональной принадлежности („Стечение обстоятельств“).»

С неожиданной стороны подошла к творчеству Марининой Ольга Кушлина — со стороны «квартирного вопроса»: исследуя описания жилищных условий разных персонажей марининских детективов, их прямые и косвенные высказывания на эту тему, Кушлина пришла к выводу, что жилищная проблема не чужда и самой писательнице. 
В повести "Имя потерпевшего — никто" возникла тема квартирного обмена, продажи, маклерской мафии... У читателей забрезжила надежда: неужели получилось? Сдвинулось с мертвой точки? Мы так исправно помогали любимой писательнице все эти годы... И вот, наконец, в двухтомнике "Мужские игры" появилась тема ремонта. Ура! Свершилось.
Александра Леонтьева отмечает, что «элементы критики современного состояния общества также характерны для полицейского романа. Тема коррупции и непрофессионализма в правоохранительных органах и властных структурах также обязательна. У Марининой в „Мужских играх“ и „Смерти ради смерти“ опасность исходит не только от безумных учёных и преступников-террористов, но и от органов госбезопасности».

## Адаптации и переводы
Роман был экранизирован режиссёром Юрием Морозом во второй части телесериала «Каменская».